# Evangelische Kirche Waldalgesheim

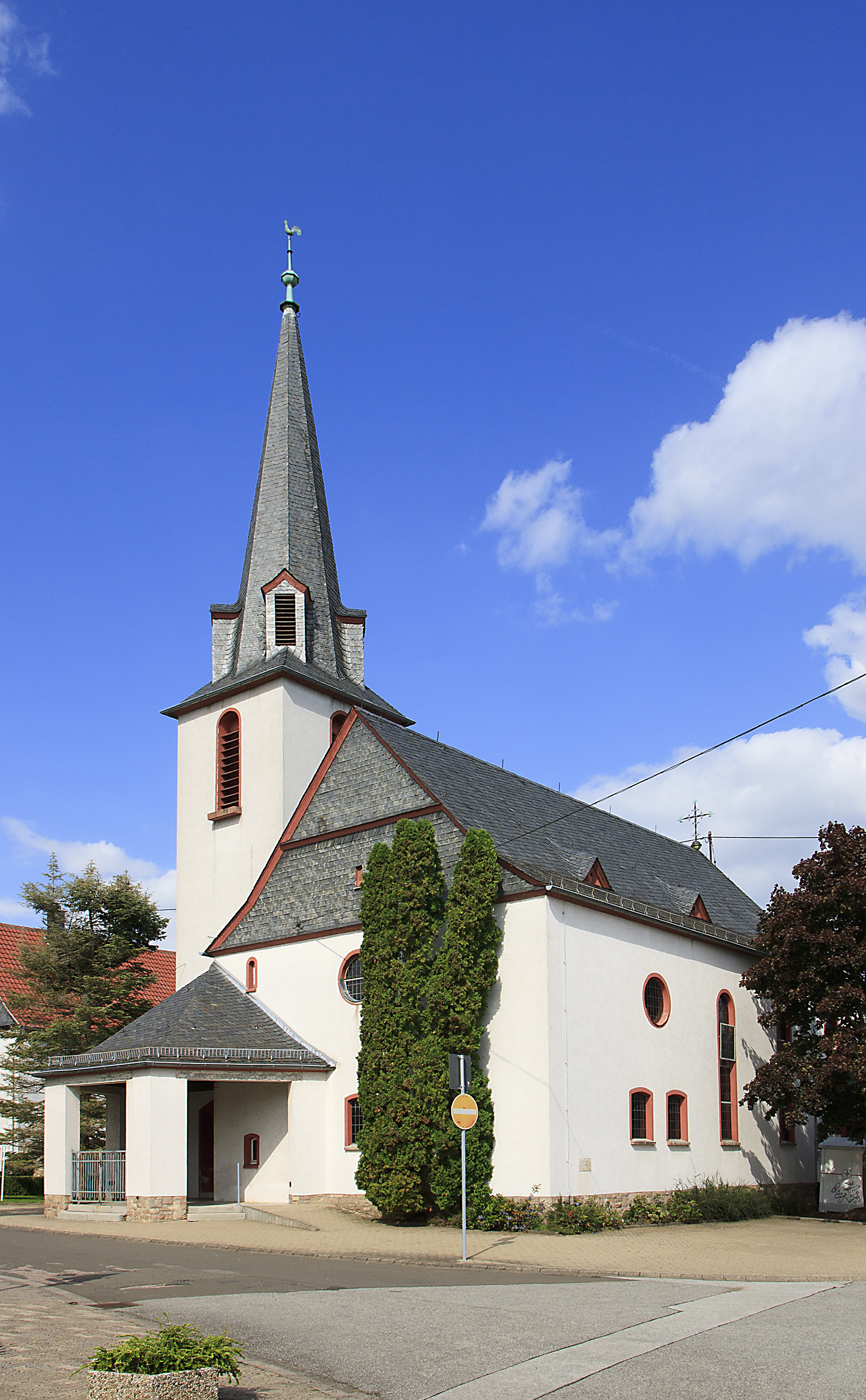
Die Evangelische Kirche in Waldalgesheim

Die Evangelische Kirche in Waldalgesheim im rheinland-pfälzischen Landkreis Mainz-Bingen ist eine der sechs Kirchen der Evangelischen Kirchengemeinde Münster-Sarmsheim-Waldalgesheim, die zum Kirchenkreis An Nahe und Glan der Evangelischen Kirche im Rheinland (EKiR) gehört.

## Geschichte
Die mittelalterliche Dorfkirche in Waldalgesheim wurde durch die Einführung der Reformation in der Kurpfalz in der Mitte des 16. Jahrhunderts evangelisch.  Ab 1697 wurde sie als Simultankirche genutzt. Auch der 1791 anstelle der baufälligen alten Kirche errichtete Neubau wurde von der evangelischen und der römisch-katholischen Gemeinde gemeinsam genutzt, bis letztere ab 1868 eine eigene Kirche baute. An die evangelische Kirche wurde 1875/76 ein Kirchturm angebaut.
In den 1930er Jahren traten im Dorfkern von Waldalgesheim Bergschäden auf, die durch Stollenabsenkungen der Grube Amalienhöhe verursacht wurden. Die Kirche musste im Juni 1937 geschlossen werden; im August 1937 wurde der Grundstein für den Neubau gelegt. Die alte Kirche wurde ausgeräumt und abgerissen. Am 27. März 1938 wurde die neue Kirche in Anwesenheit von Ernst Generalsuperintendent Ernst Stoltenhoff 
eingeweiht.
Der nach Plänen des Koblenzer Architekten Otto Schönhagen errichtete Saalbau mit barockisierenden Elementen entspricht den bäuerlichen Kirchen der Umgebung. Ein großer Teil der Kirchenausstattung inklusive der Orgel sowie die Turmspitze wurden aus der Vorgängerkirche übernommen. 1981 wurde durch die Firma Oberlinger eine neue Orgel eingebaut.